# Salve, Oh Patria
"Salve, Oh Patria" é o hino nacional do Equador. A letra foi composta por Juan Leon Mera e a música por Antonio Neumane. Foi adaptado em 1886.